# 相川宗次郎
相川 宗次郎（あいかわ そうじろう、前名・幾太郎、1888年〈明治21年〉1月25日 - 1978年〈昭和53年〉11月28日）は、日本の商人（米穀商）、会社役員、政治家。埼玉県浦和市長〈第3代〉、浦和市会議長。

## 経歴
埼玉県・先代宗次郎の長男。1914年、家督を相続し、前名幾太郎を改め襲名する。米穀商を営む。
1921年、浦和町会議員に当選する。1925年、浦和町助役。浦和市会議員時代には市会議長に選ばれた。1938年9月に浦和市長に就任し、1942年9月に退任した。
戦争中は大政翼賛会の支部長だったため、戦後に公職追放となった。
また浦和商工会長、相川精麦取締役、浦和商業銀行監査役、埼玉県食糧営団理事長、埼玉県中小企業団体中央会会長、全国食糧事業協組連理事などをつとめる。
1971年、浦和市名誉市民に推挙され、2001年にさいたま市名誉市民として自動的に顕彰が継承される。1978年11月28日、心不全のため死去した。

## 人物
15歳のころから遠くの市場まで米の買い出しに従事、米俵に竹のヘラを刺して良し悪しを調べた。25歳の時、父親が亡くなり、苦労しながら家業を盛り立てる。
米屋だけでなく、中小企業の育成に熱心だった。
趣味はゴルフ、盆栽。宗教は神道。埼玉県在籍で、住所は浦和市岸町7丁目（現・さいたま市浦和区岸町）。

## 栄典
- 藍綬褒章[1]
- 1964年 - 勲五等双光旭日章[10]

## 家族・親族
相川家
家系について、サンケイ新聞社埼玉版に連載されていた「財界名士録」で相川曹司は「少なくとも300年以上は続いている。私が11代目で、墓石によると元禄時代に先祖が死んでいる」と述べている。
- 父・宗次郎[3] - 父・宗次郎の代から米穀商を始める[1]。
- 母・かね（1867年 - ?、埼玉、倉林吉蔵の二女）[3]
- 妹、弟[3]
- 妻・みや（1893年 - ?、埼玉、吉澤文作の二女）[3]
- 嗣子・曹司[7]（1916年 - 2006年、浦和市長〈第12・13代〉、相川家11代目、埼玉南部米穀社長[11]）
- 四男、五男[3]
- 三女、四女[3]
- 孫・宗一（1942年 - 2021年、埼玉県議、浦和市長〈第18 - 20代・最終〉、さいたま市長〈初代・第2代〉）